# (11876) Doncarpenter
(11876) Doncarpenter est un astéroïde de la ceinture principale.

## Description
(11876) Doncarpenter est un astéroïde de la ceinture principale. Il fut découvert le 2 mars 1990 à La Silla par Eric Walter Elst. Il présente une orbite caractérisée par un demi-grand axe de 2,43 UA, une excentricité de 0,16 et une inclinaison de 5,4° par rapport à l'écliptique.

## Compléments